# مجتمع کشتی‌سازی و صنایع فراساحل ایران
مجتمع کشتی‌سازی و صنایع فراساحل ایران یا به اختصار ایزوایکو، یک شرکت کشتی‌سازی ایرانی است که در سال ۱۳۵۲ خورشیدی در ۳۷ کیلومتری غرب بندرعباس ایجاد شد و به طراحی، ساخت و تعمیر کشتی‌های مختلف و انواع سازه‌های دریایی و فراساحلی فعال است. 
ایزوایکو با وسعت ۱۱۰۰ هکتار بزرگ‌ترین زیرساخت دریایی ایران است. از سال ۱۳۹۶ با راه‌اندازی حوض‌های خشک (درای داک)، ایزوایکو به بالاترین ظرفیت ساخت و تعمیرات شناورها دست‌یافت.
ایزوایکو زیرمجموعه سازمان گسترش و نوسازی صنایع ایران می‌باشد و دارای شش گروه به شرح زیر است:
- گروه طراحی، ساخت و تعمیرات شناورهای بزرگ
- گروه طراحی، ساخت و تعمیرات شناورهای متوسط
- گروه طراحی، ساخت و تعمیرات شناورهای کوچک
- گروه طراحی، ساخت و تعمیرات سازه های دریایی و فراساحلی
- گروه بازرگانی و مبادلات تجاری
- گروه تعمیرات شناورهای متوسط

## تعمیر شناور
عملیات داکینگ شناوری انواع مختلف شناورها و کشتی ها از جمله سوپر تانکرها در این مجتمع انجام می شود. نیمی از ظرفیت داک این مجتمع به تعمیر شناورهای خارجی اختصاص یافته است. با توجه به ارائه خدمات با کیفیت در مقایسه با داک بحرین، عمان و امارات، تقاضای تعمیر شناورهای خارجی از مبداهایی نظیر مدیترانه وجود دارد.
تعویض ورق، رنگ و سند بلاست، اورهال موتور اصلی، ماشین آلات عرشه، اکومودیشن، ژنراتورها، الکتروموتورها، پمپ‌ها و لوله‌ها، شیرآلات و استیل‌ورک از عمده تعمیراتی است که در این مجتمع انجام می شود.

## نگارخانه

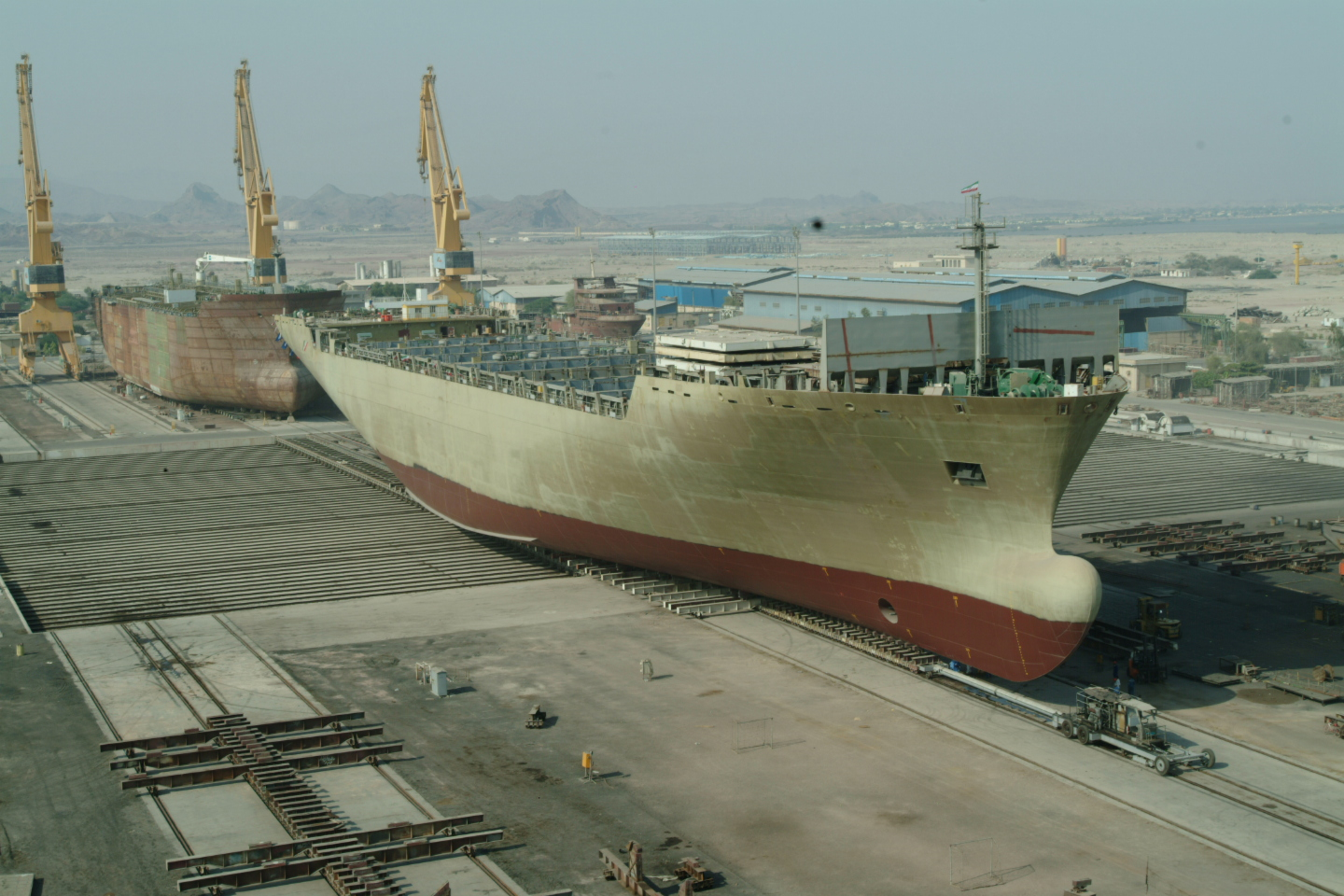
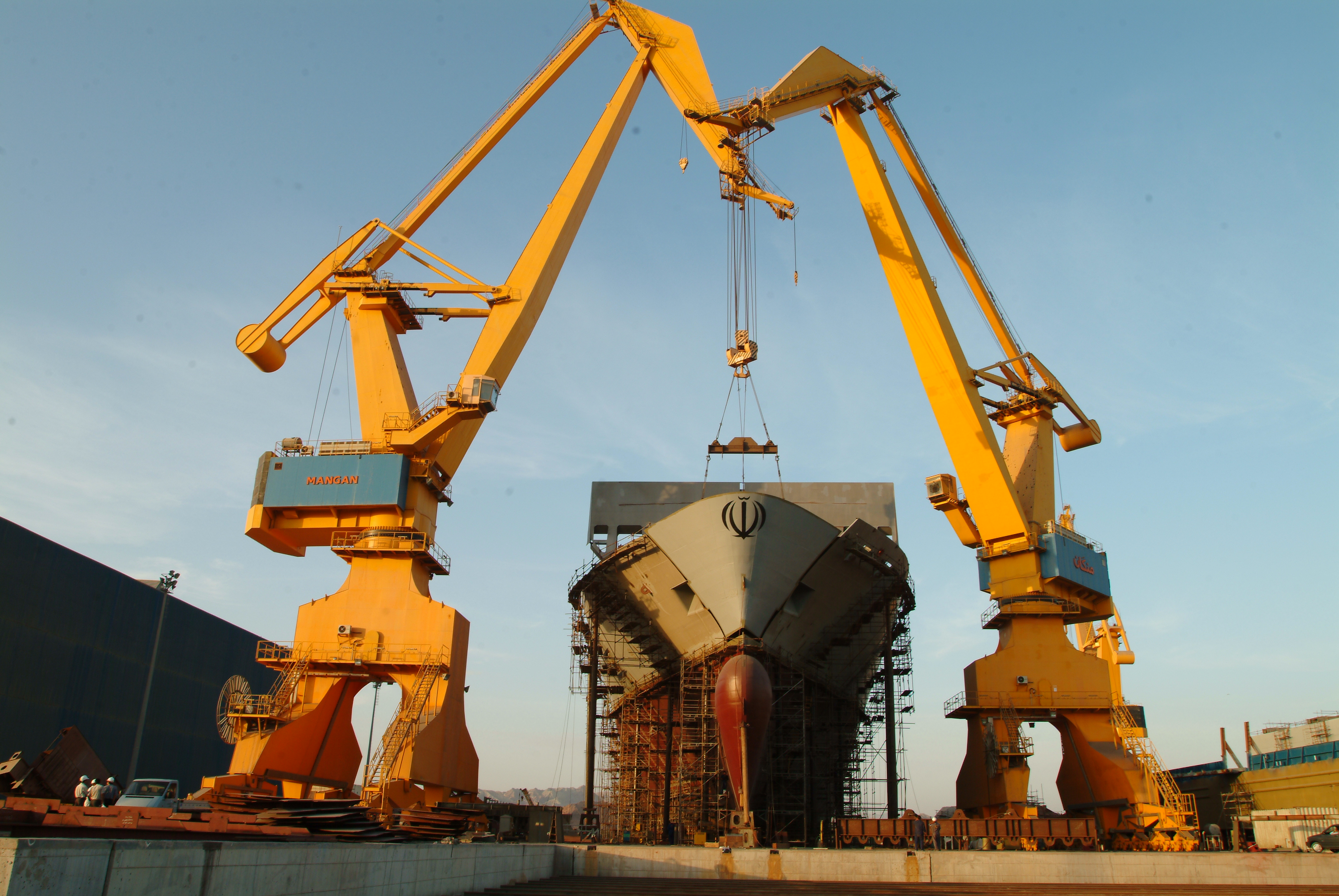
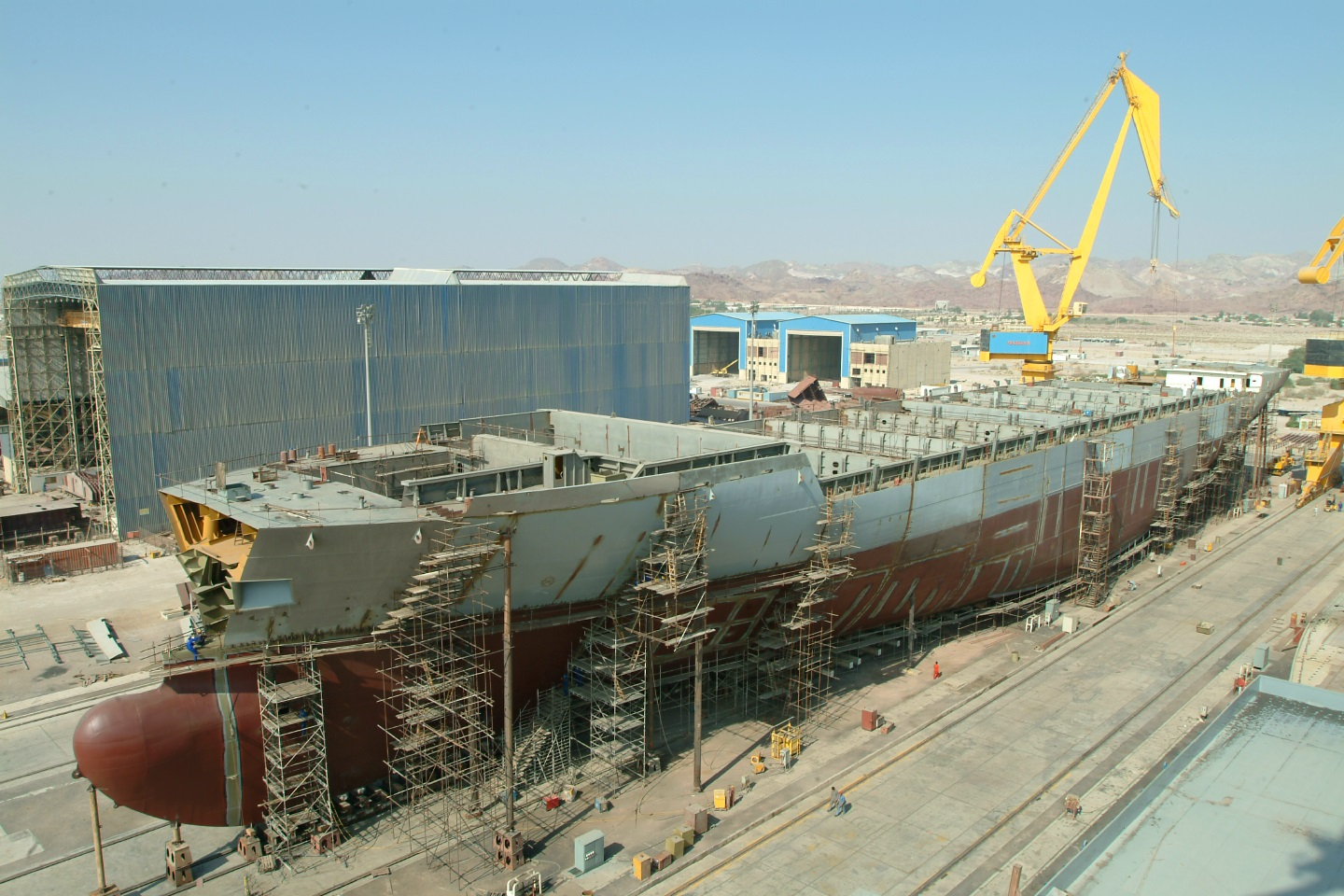
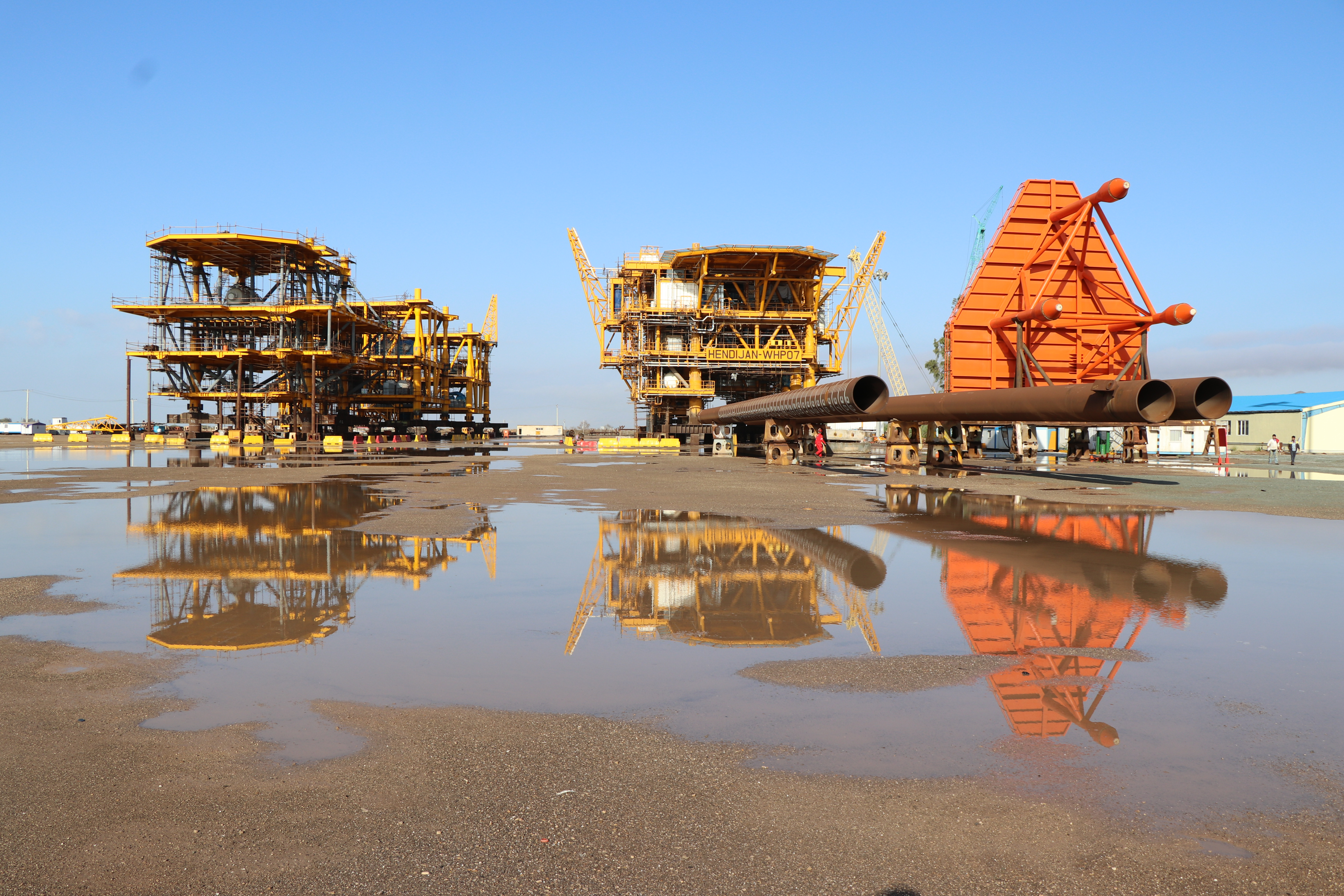
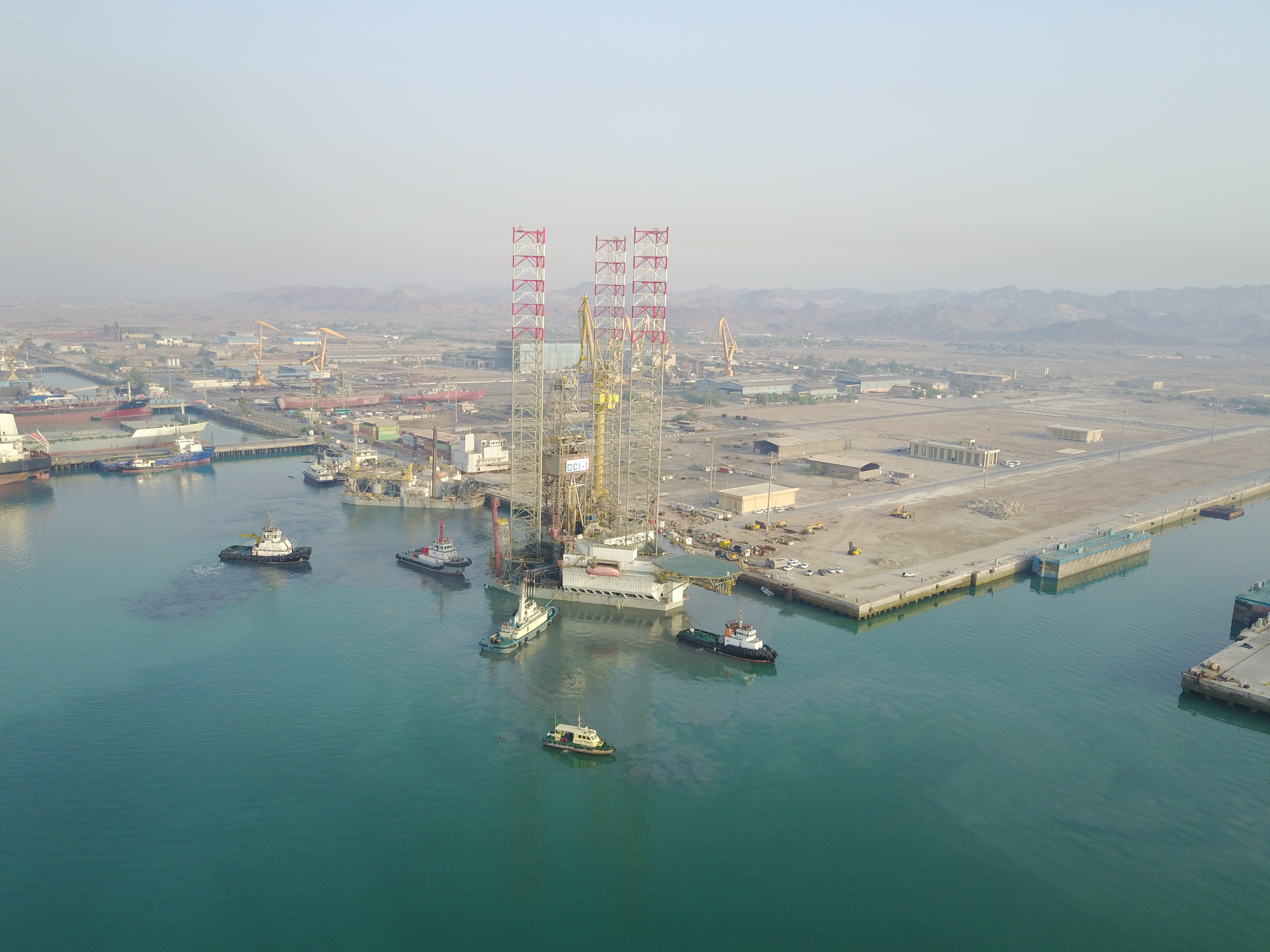
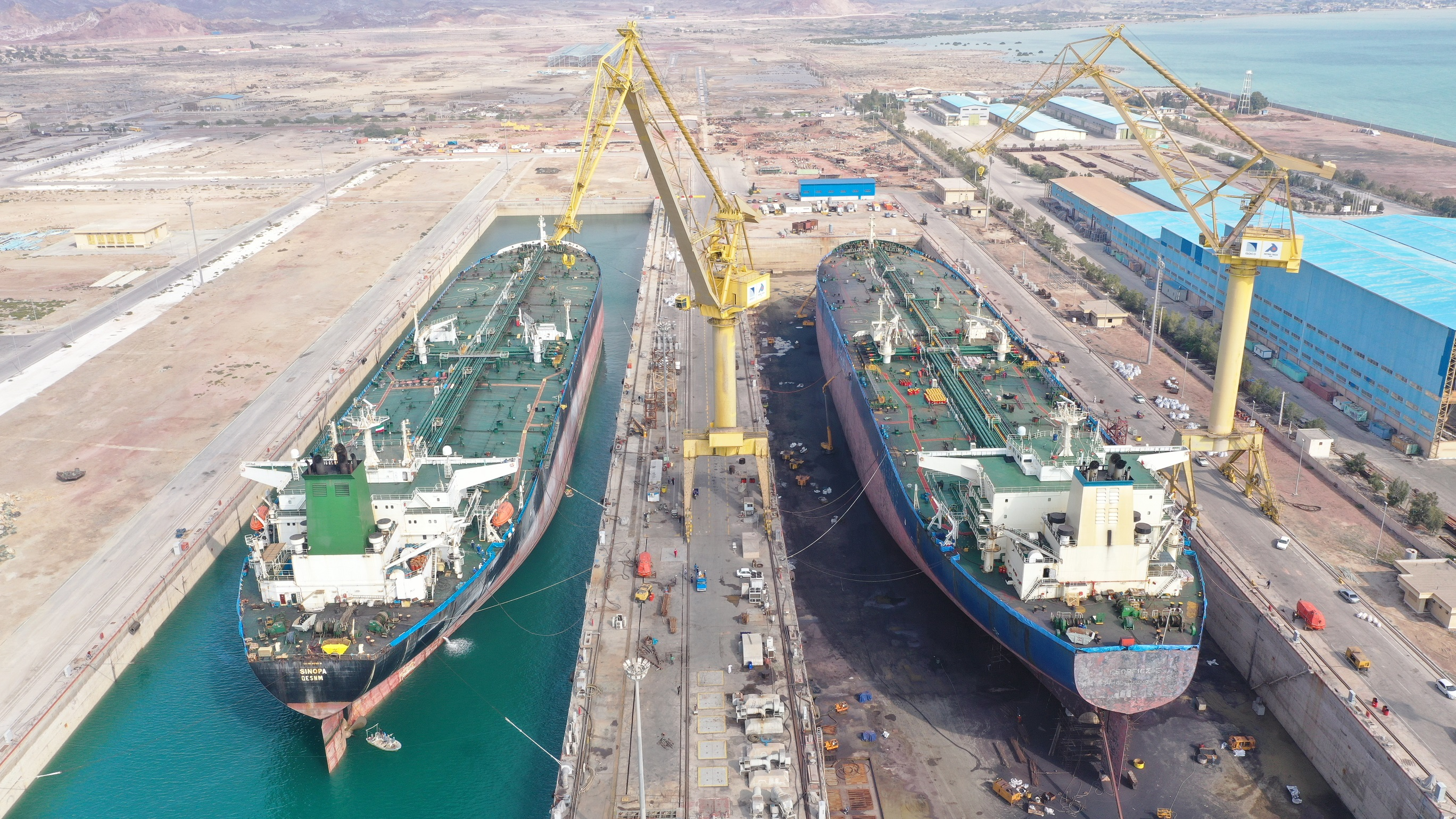
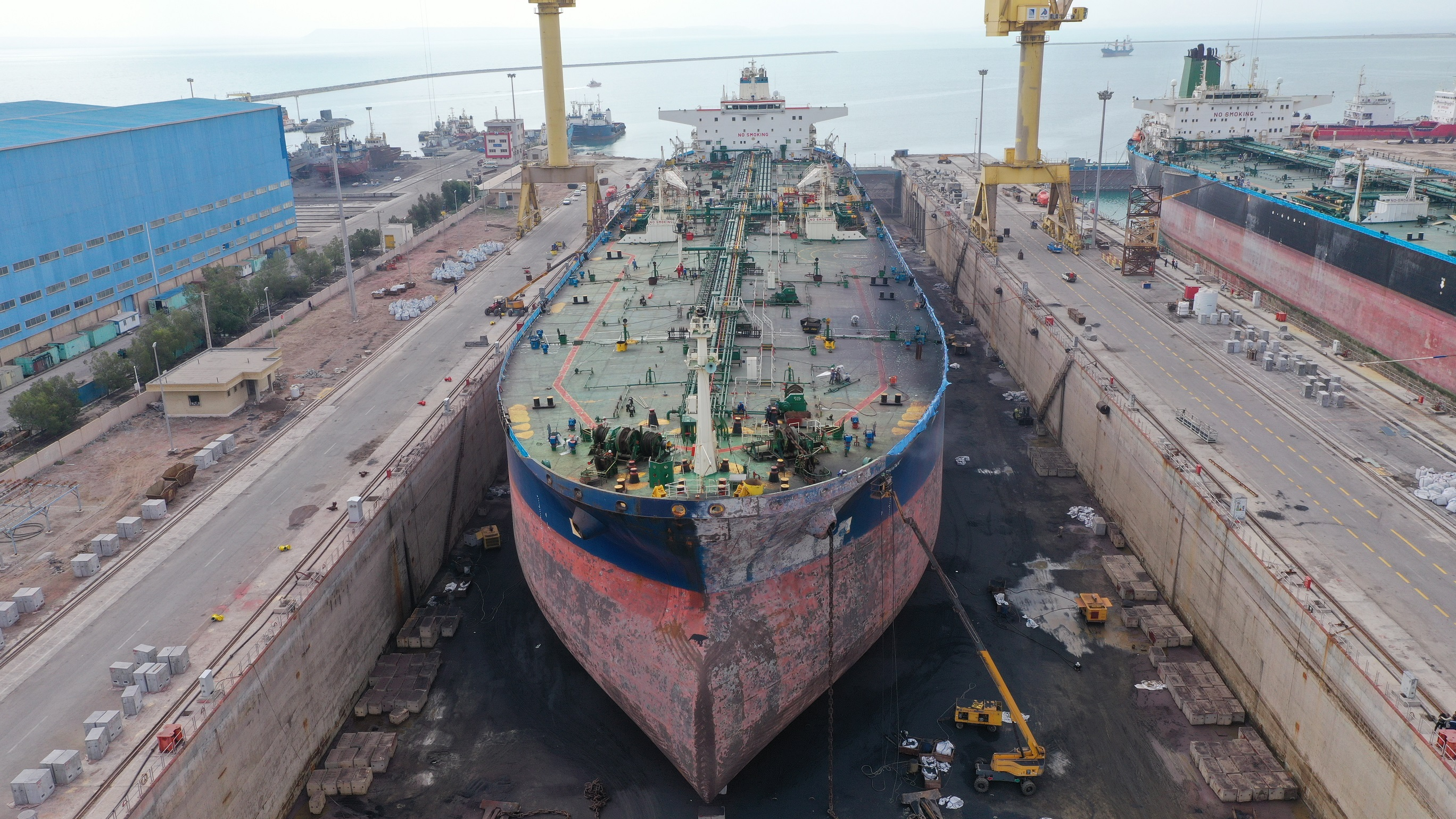